# 圣胡安卡皮斯特拉诺传道院
圣胡安卡皮斯特拉诺传道院 （西班牙語：Misión San Juan Capistrano）是一个西班牙传道院，位于加利福尼亚州橙县圣胡安卡皮斯特拉诺。传道院成立于1776 年 11 月 1 日，由方济各会的西班牙天主教传教士在殖民地的加利福尼亚省建立，得名于圣若望·贾必昌。该教堂为西班牙巴洛克风格，属于新西班牙总督辖区的上加利福尼亚省，距离Acjacheme村不到 60 码。   1833年墨西哥政府将传教站改为世俗用途，1865年美国政府将其归还罗马天主教会。传道院今天作为博物馆使用。